# Dva brata
Dva brata (COBISS) je drama Petra Božiča, ki jo je napisal leta 1965.

## Osebe
- Prvi brat
- Drugi brat
- Mrtva žena
- Mrliški oglednik
- Telovadna učiteljica
- Prodajalka telovadnih potrebščin
- Dekle oz. nevesta
- Kurir
- Krojač
- Sosedje, svatje, pogrebci, meščani

## Vsebina

### 1. dejanje
Drugi brat prepričuje Prvega naj bo vendar tak kot vsi: naj telovadi in se postavlja na glavo, kakor po zvočniku ukazuje Telovadna učiteljica, naj skrbi za čast in ugled hiše in naj ne bo zadrt v svoj problem, ki ga ima za bregom – čeprav je mati umrla od lakote in je mrtva tudi žena Prvega, saj že dalj časa nepremično leži na nosilnici … Toda Prvi trdi, da žena ni mrtva, nič noče slišati o pogrebu; prepričati ga ne morejo ne sosedje ne Mrliški oglednik. Ko hočejo mrtvo odnesti na silo, se oglasi zvočnik in pogrebci morajo telovaditi – pieteta ni pomembna, pomemben je red!

### 2. dejanje
Po mestu se je razneslo, da je Prvi blazen; Drugega se zato  vsi izogibajo, s svojim dekletom se mora dobivati na skrivaj in njen brat grozi, da ga bo ubil. Drugi skuša brata spametovati, bere mu Navodila za pogreb, ko pride Učiteljica: spoznala je bila, da otrok ni mogoče pošiljati k telovadbi če jih ni; zato je treba najti nevesto, narediti svatovščino in ustanoviti otroke – vse je že pripravljeno, le mero za novo obleko jima vzame. Drugi je srečen: ko bo prišla nevesta, bo spet vse v redu. Prvi prezira vso to topoumnost in samega sebe, ne bo prišel do resnice, v katero vrta, če se ne bo do kraja zagnusil sam sebi; torej brž sem z nevesto, a mrtve ne boste pokopali! Kurir pride povedat, da je nevesta pobegnila, za njim pride oglednik s strašno novico, da se ljudje zbirajo in komentirajo obnašanje Prvega – mrtvo je treba takoj pokopati, sicer bo šel red k vragu! Učiteljica se upre: tako se je trudila, da je vse organizirala, najprej mora biti svatovščina, potem pogreb! Tedaj priteče obupana Prodajalka: Učiteljica je zamudila telovadno oddajo, ljudje se zbirajo in vpijejo, da nočejo več telovaditi in se postavljati na glavo, razbili so prodajalno in vse telovadne potrebščine sežgali, prišla je ob vse imetje … Učiteljica skuša rešiti položaj, vsem ukazovalno odmeri zadolžitve in končno se le pojavijo svatje. Nevesta se brani poroke, kaj bo rekla svojemu ljubemu, ki ga ima rada, čeprav ga hoče njen brat ubiti? Učiteljica jo prepriča, naj se žrtvuje, tako bo rešila ljubemu življenje in položaj sploh. Tedaj pride Drugi in ko zagleda svojo ljubo kot bratovo nevesto, je ves iz sebe: kaj ne razumejo, da jo ljubi, kako naj živi brez ljubezni? Prvi mu odgovarja: zmeraj mu je bilo vse drugo pomembnejše od človeka, delal se je kot da tega ni; zdaj, ko je zadelo njega, šele razume, zdaj je šele oživel, muka, ki mu ostaja, bo kazen za laž, kakor bo on sam za kazen živel z Nevesto. Toda Drugi živosti ne vzdrži, plane ven in se obesi, Nevesta pa se zaroti, da bo v njenem srcu živel še dolgo, čeprav ga bodo pokopali. Pridejo pogrebci in odnesejo mrtvo ženo, iz zvočnika pa se oglasi glas Učiteljice: tako, za spokojen sen: tri, štiri …